# Laeken
Laeken (fransk: Laeken  ( hør); nederlandsk: Laken  ( hør)) er en bydel i Belgiens hovedstad Bruxelles. Bydelen ligger nord for Bruxelles historiske centrum i den nordvestlige del af hovedstadsregionen Bruxelles.